# Талтан
Талтан — северо-атабаскский язык, на котором говорят индейцы талтан (также нахани), проживающие в Юконе, Канада. Язык относится к атабаскской группе языковой семьи на-дене. Исходя из данных статистической службы Канады носителей языка в 2006 году было 450 человек, по данным 2016 года — 105 человек. Некоторые лингвисты считают талтанский язык группой диалектов.
Алфавит на латинской основе: a, ā, e, ē, i, ī, o, ō, u, ū, b, ch, ch', d, dl, dz, dẕ, g, gh, h, j, k, k', kh, l, ł, m, n, nh, p, s, s̱, sh, t, t', tl, tl', ts, ts', ts̱, ts̱', w, y, yh, z, ẕ, '.

## Изучение языка
Для изучения языка и культуры созданы вечерние классы, программа «Мастер-ученик», а также существует обучение языку талтан для маленьких детей. Запланированы стипендии для изучающих язык неполный рабочий день. 
Как и язык дене, как и навахо, талтан имеет шаблоны, в которых к словам добавляются небольшие кусочки для создания смысла. 
Цифровой архив записей талтан можно использовать на iPod. 